# Экспо Тель-Авив
Экспо Тель-Авив (ивр. אקספו תל אביב‎, до 2018 года Израильский центр ярмарок) — комплекс объектов, расположенных в северной части Тель-Авива, на бульваре Роках рядом с железнодорожной станцией «Тель-Авивский университет». Основанный в 1932 году на месте Ярмарки Востока рядом с Тель-Авивским портом, центр вмещает более 2 миллионов посетителей на 45-60 различных мероприятиях ежегодно. В центре расположены около 10 различных выставочных залов, а также огромная площадь для выставок под открытым небом. 
В сентябре 2018 года название «Израильский центр ярмарок» было изменено на «Экспо Тель-Авив».

## Мероприятия
В концертном зале центра проходили концерты таких известных звёзд мировой эстрады, как Pet Shop Boys, Roxette (22.10.11), Faith No More, Iggy Pop и The Stooges, Dream Theater, Chris Cornell, Мисси Эллиотт, Давид Гетта, Nine Inch Nails, Lady Gaga (19.08.09), 30 Seconds to Mars, Morrissey, Kaiser Chiefs, Porcupine Tree, Simple Plan, Erykah Badu, MGMT, LCD Soundsystem, The Drums, Balkan Beat Box и Tokio Hotel.
В 2019 году в Экспо Тель-Авив проводился международный конкурс «Евровидение-2019».

## Галерея

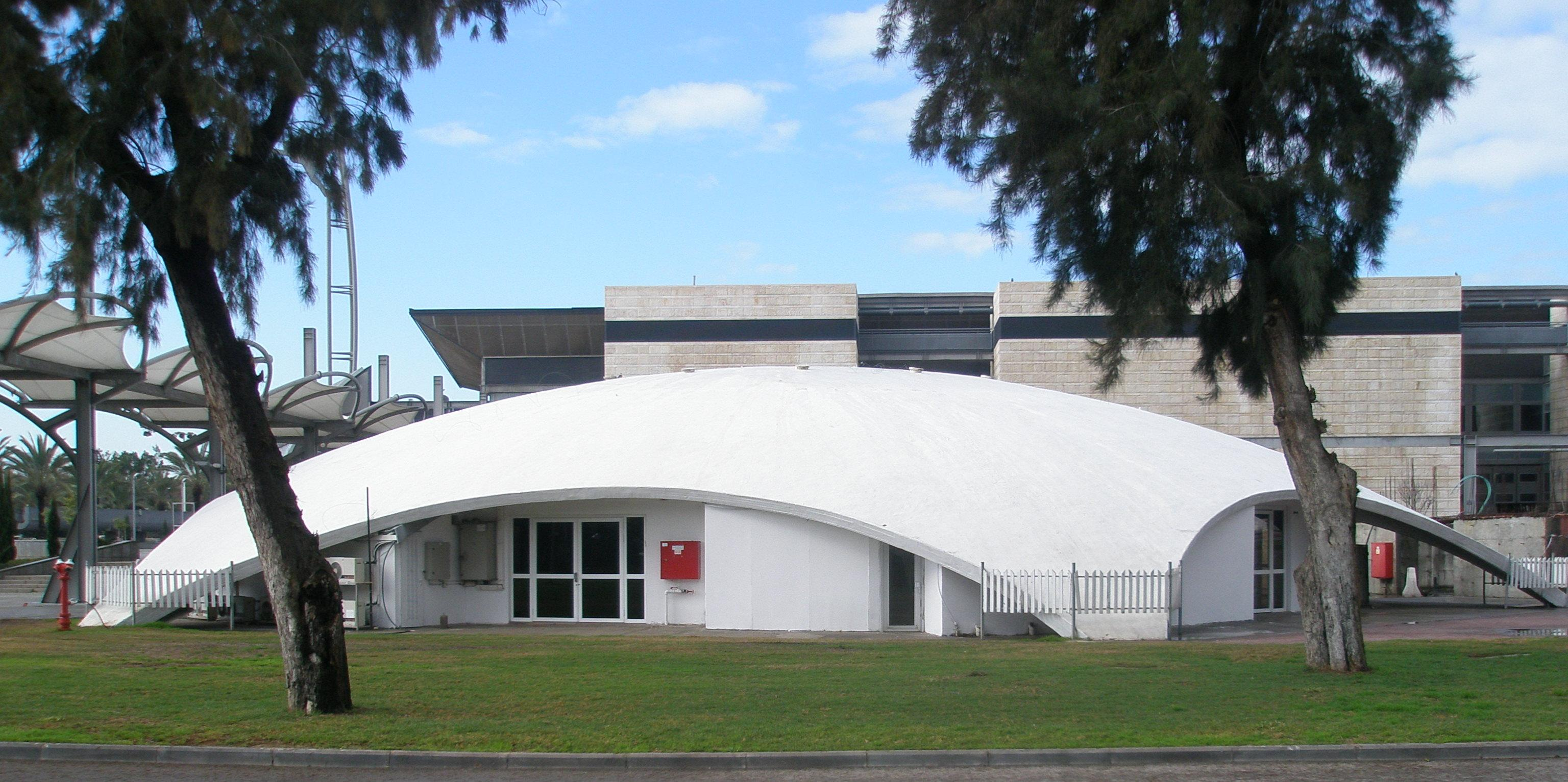
«Тель-Авивский павильон», открытый в 1959 году и снесённый в 2010 году
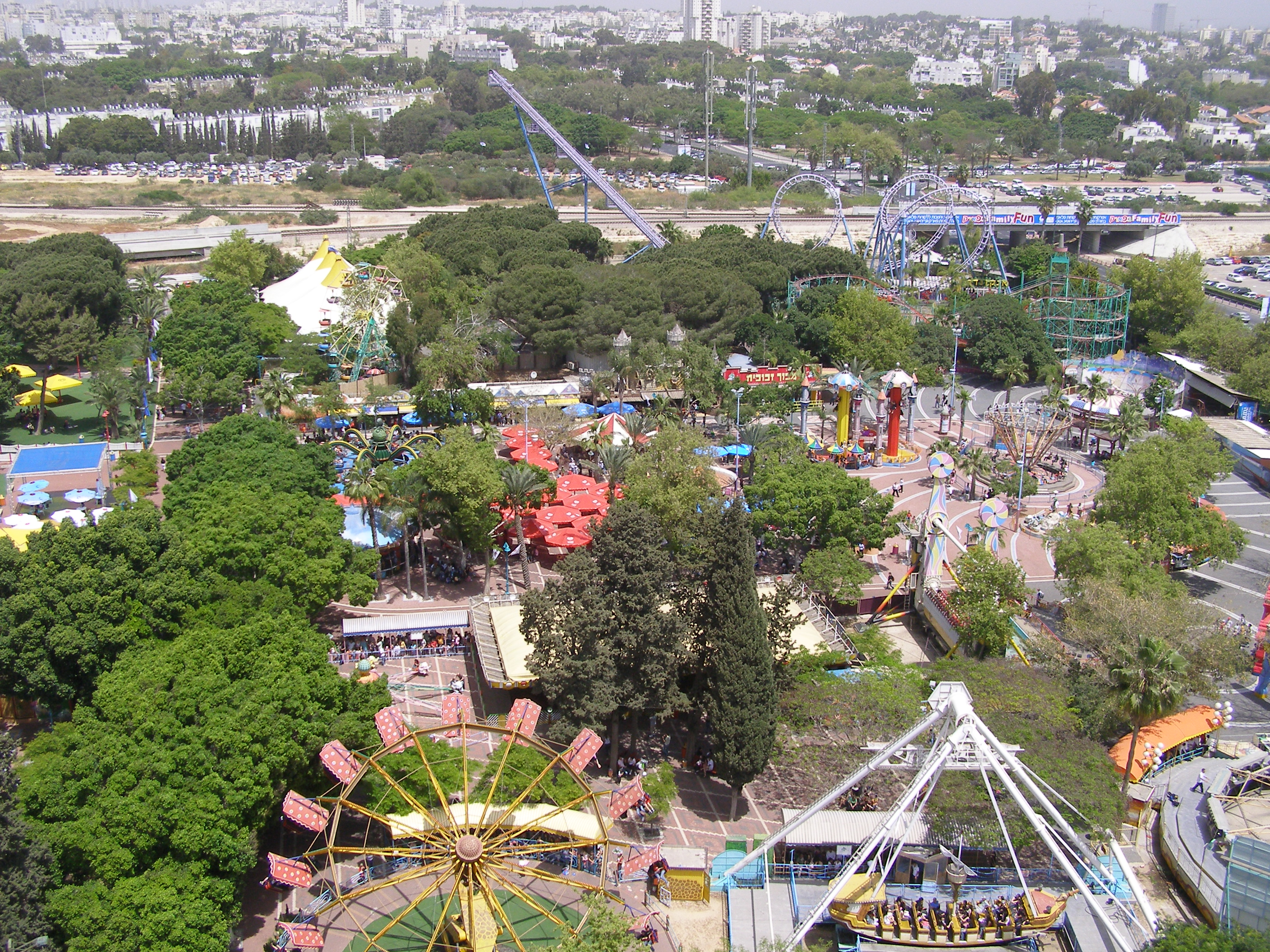
«Luna Park Tel Aviv» — парк развлечений
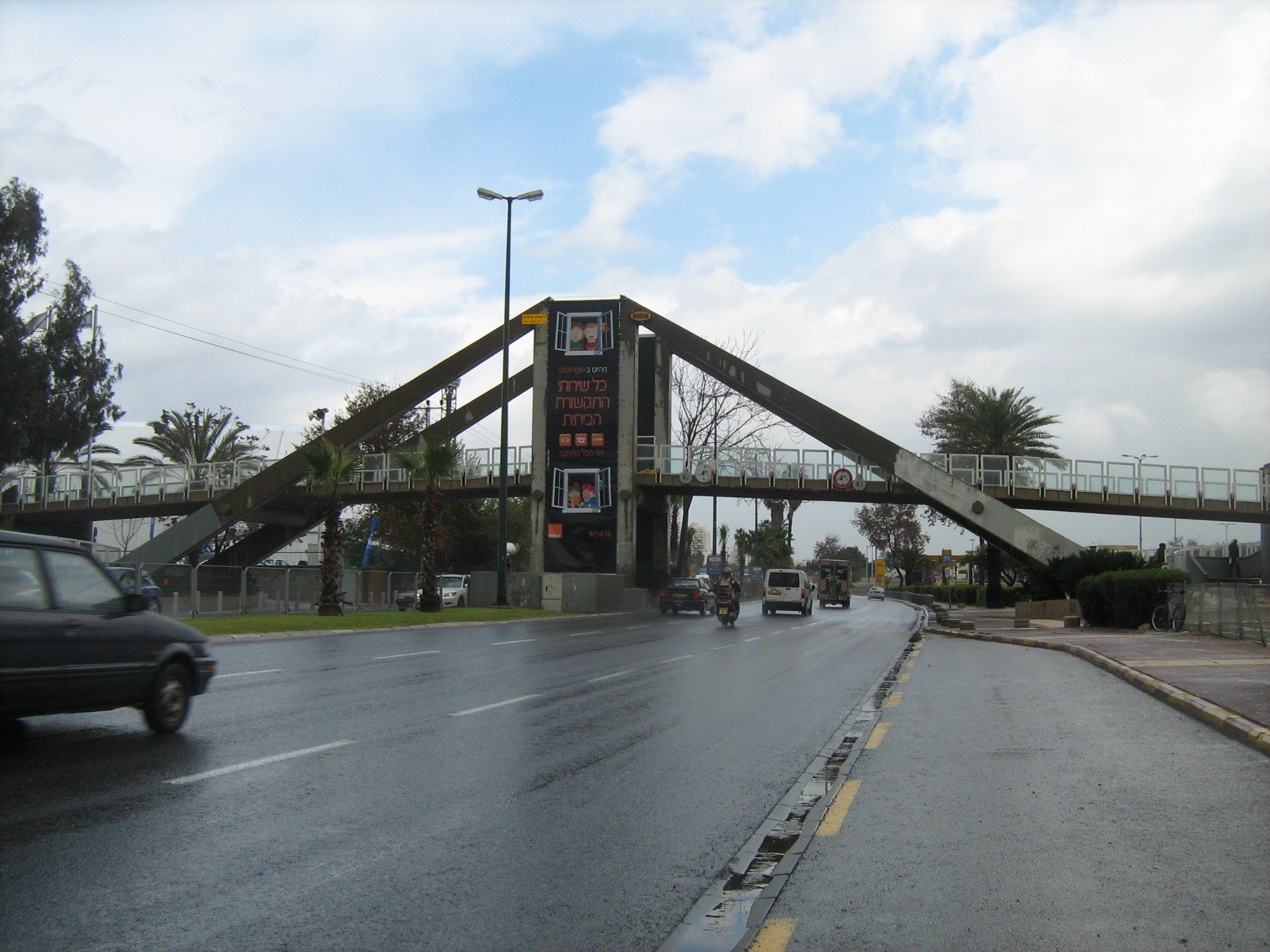
Пешеходный мост у главного входа